# Кайракти (Аксуський район)
Кайракти́ (каз. Қайрақты) — станційне селище у складі Аксуського району Жетисуської області Казахстану. Входить до складу  Молалинського сільського округу.
Населення — 12 осіб (2021; 31 у 2009, 28 у 1999).